# Pleurotomella imitator
Pleurotomella imitator är en snäckart som först beskrevs av Dall 1927.  Pleurotomella imitator ingår i släktet Pleurotomella och familjen kägelsnäckor. Inga underarter finns listade i Catalogue of Life.